# Camacostoma mesosapra
Camacostoma mesosapra är en fjärilsart som beskrevs av Diakonoff 1954. Camacostoma mesosapra ingår i släktet Camacostoma och familjen Carposinidae. Inga underarter finns listade i Catalogue of Life.